# Canarium fusco-calycinum
Canarium fusco-calycinum är en tvåhjärtbladig växtart som beskrevs av Otto Stapf och Henry Nicholas Ridley. Canarium fusco-calycinum ingår i släktet Canarium och familjen Burseraceae. Inga underarter finns listade i Catalogue of Life.